# 韦章平
韦章平（1920年—2009年12月3日），广西象州人，中华人民共和国政治人物。
担任中共象州县委副书记，石龙县县长，后任广西民族学院院长。1954年，当选第一届全国人民代表大会代表。